# Isla Quiriquina
La isla Quiriquina es una gran isla ubicada en la bahía de Concepción, en Chile, a 11 kilómetros al norte de Talcahuano, que administrativamente depende de esta última comuna. En mapudungún significa «trueno del cielo
».[cita requerida]
Esta isla es administrada por la Armada de Chile, y sirve de sede para la Escuela de Grumetes Alejandro Navarrete Cisterna.

## Historia

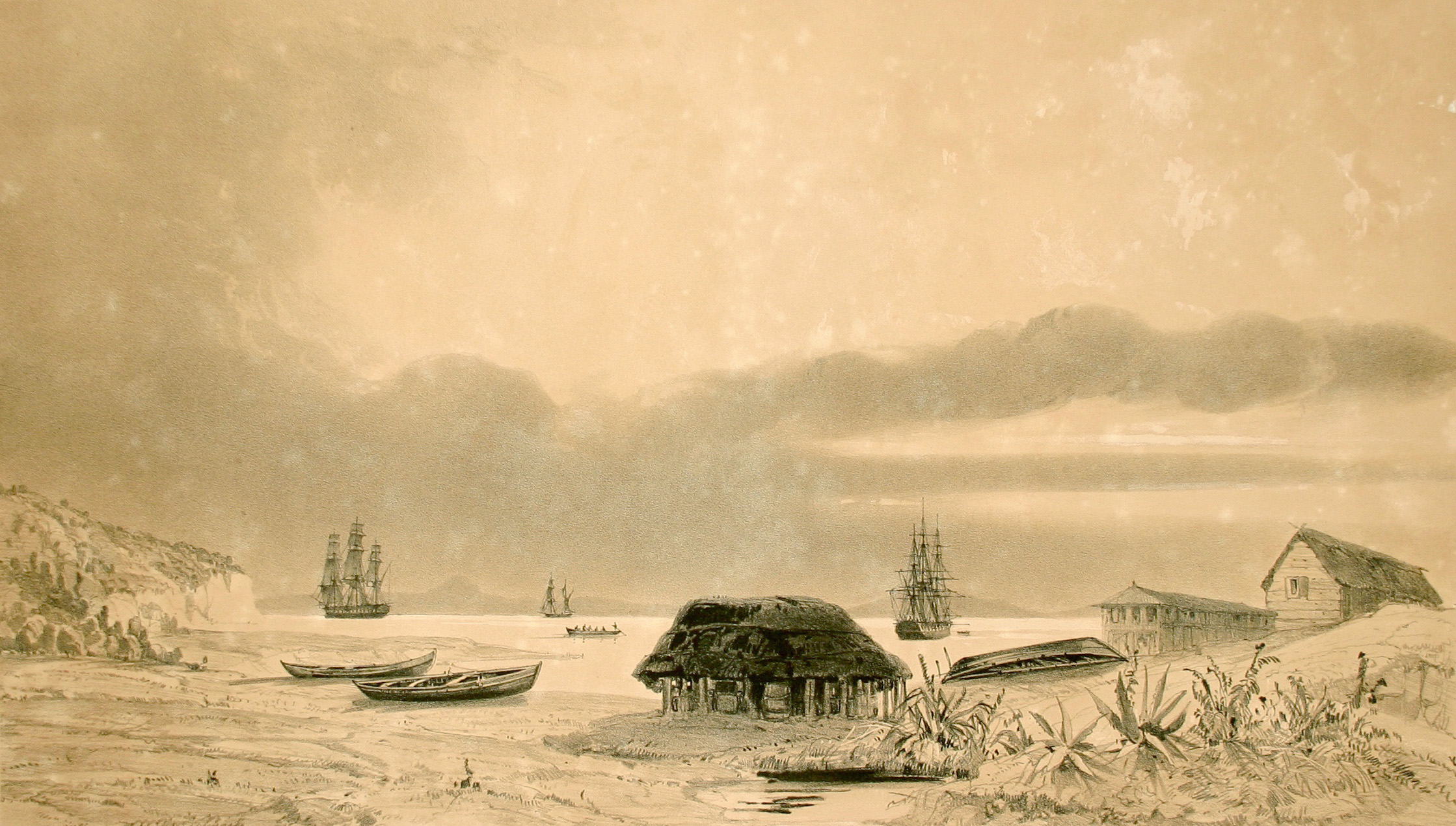
Hogares de los balleneros de La Isla Quiriquina en 1846. Obra del francés Louis Le Breton (1818–1866).

Cuando llegaron los conquistadores españoles, la isla Quiriquina estaba habitada por comunidades mapuche y consta que opusieron resistencia al invasor. La isla fue descubierta por García Hurtado de Mendoza, en abril de 1557, usándola como base militar, y el mismo permaneció allí por cuarenta días trabajando en la planificación para reconstruir Concepción, para entonces asentado en Penco. Los soldados españoles hallaron carbón mineral, con el que lograron hacer fuego. 
Desatado el movimiento independentista, la isla Quiriquina fue usada por los españoles para encarcelar a destacados patriotas penquistas, tales como Esteban Fernández del Manzano de la Sotta, Marcelo de Molina y Andrés Sanhueza Vergara, quienes lograron escapar; Gregorio de Alemparte Merino y Pedro Alemparte Vial, los que al huir murieron ahogados; Justo de Molina Vasconcelos, murió en el presidio. También permanecieron detenidos Ángel José Prieto Vial, Ángel José Puga Gómez, Salvador Puga Vidaurre, José Salvador Arce Vázquez, entre otros. El recinto penitenciario estaba a cargo del capitán realista Manuel Vial Cardigonde, quien murió en combate hacia 1818.
A mediados del siglo XIX la Quiriquina fue habitada por cazadores de ballenas. 
En 1915 sirvió de prisión de guerra para los marinos del buque alemán SMS Dresden. Tres encarcelados se fugaron, entre ellos el teniente de navío Wilhelm Canaris, futuro jefe de la Abwehr en el período nazi.
Luego, en 1921 los alemanes abandonaron la isla. Tras eso, las dependencias de la isla fueron utilizadas por la Escuela de Grumetes, objetivo que hasta el día de hoy cumple.
En 1968 la Escuela de Grumetes es renombrada en honor a Alejandro Navarrete Cisterna, debido a que fue el primer grumete en alcanzar el escalafón de oficial de mar y posteriormente capitán de navío.

### Campo de prisioneros
A partir del golpe de Estado del 11 de septiembre de 1973 y hasta finales de 1974, la isla fue utilizada por la dictadura militar como prisión para cerca de un millar de detenidos políticos, bajo el mando de la Armada de Chile.
La Cruz Roja Internacional calculó que unos 552 presos permanecían allí en octubre de 1973, 33 de los cuales eran mujeres y 19 extranjeros: 8 brasileños, 4 uruguayos, 3 bolivianos, 2 venezolanos, 1 panameño y 1 polaco. Algunos de los presos más conocidos de la isla eran Pedro Hidalgo, Mireya García (vicepresidenta AFDD), Santiago Bell (exintendente de Chillán) y Fernando Álvarez Castillo (exintendente de Concepción), según consigna el Informe Rettig.[cita requerida]
Los prisioneros eran custodiados por efectivos de la Armada. Cuyos testimonios señalan la aplicación de electricidad, golpes, vejaciones, privación de alimento y agua. Según el informe de la Comisión Valech a las prisioneras mujeres se las interrogaba desnudas y solían sufrir vejaciones y abusos sexuales. Los criminales responsables y sus principales cómplices fueron: el contralmirante Jorge Paredes Wetzer, comandante de la 2.ª Zona Naval; el capitán de fragata Eduardo Young, subdirector de la Escuela de Grumetes y el director de la Escuela de Grumetes de Quiriquina, Aníbal Aravena Miranda.

## Galería de imágenes
|                                                        |
| Vista desde la Caleta Tumbes hacia la isla Quiriquina. |

|                  |
| Isla Quiriquina. |